# Staurophora ocellata
Staurophora ocellata är en fjärilsart som beskrevs av Krulikovski 1908. Staurophora ocellata ingår i släktet Staurophora och familjen nattflyn. Inga underarter finns listade i Catalogue of Life.